# Samsung Life Insurance
A Samsung Life Insurance (koreaiul: Szamszong Szengmjong Pohom (Samseong Saengmyeong Boheom), 삼성 생명 보험, KRX: 032830) egy dél-koreai multinacionális biztosítótársaság, amelynek székhelye Szöulban, Dél-Koreában van. A Samsung leányvállalata. Dél-Koreában a legnagyobb biztosítótársaság; Fortune Global 500 vállalat.

## Története
Az 1957-ben alapított cég 18 év alatt gyorsan fejlődött és piacvezető pozíciót ért el. Azóta a Samsung Life Insurance termékfejlesztése, marketingje és forgalmazása révén piacvezető szerepet tölt be az iparágban. Különösen felgyorsult a növekedés, miután a vállalat 1963-ban a Samsung Group alá került.
1986-ban a vállalat képviseletet nyitott New York-ban és Tokióban. 1997-ben Thaiföldre egy közös vállalkozáson keresztül, valamint 2005-ben Kínára is kiterjesztették a tengerentúli műveleteiket. A vállalat volt az első életbiztosítási vállalat Koreában, amelyik 2006-ban 100 billió vont profitált. 2010. május 12-én a Samsung Life Insurance tőzsdére lépett, a részvények 110 ezer vont értek, így az cégcsoport profitja 4,4 milliárd dollárt növekedett.

## Fordítás
Ez a szócikk részben vagy egészben  a   Samsung Life Insurance című angol Wikipédia-szócikk ezen változatának fordításán alapul.  Az eredeti cikk szerkesztőit annak laptörténete sorolja fel. Ez a jelzés csupán a megfogalmazás eredetét és a szerzői jogokat jelzi, nem szolgál a cikkben szereplő információk forrásmegjelöléseként.